# Pisarzowice (Grande-Pologne)
Pour les articles homonymes, voir Pisarzowice.

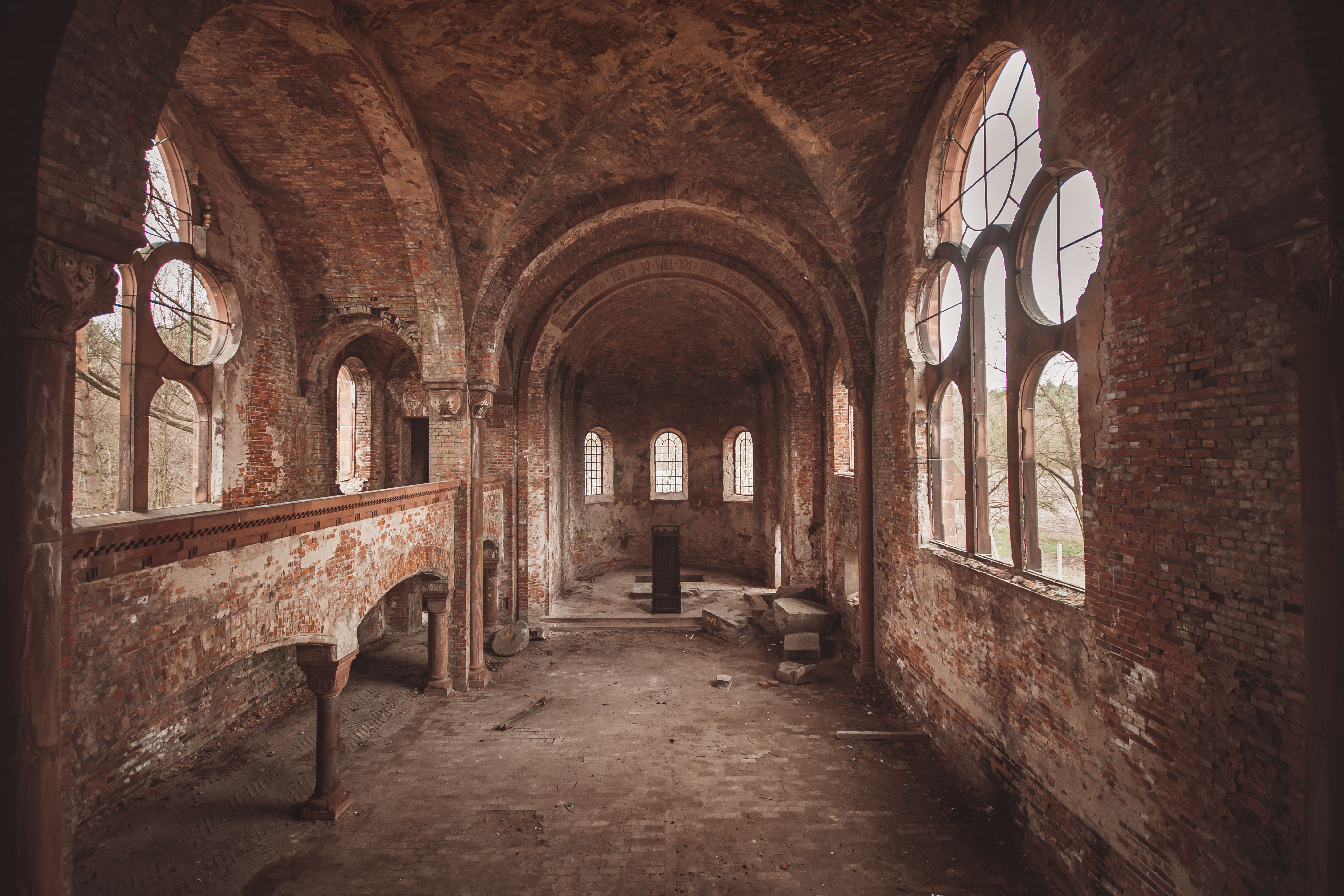
La Kościół ewangelicki w Pisarzowicach. Avril 2015.

Pisarzowice est une localité polonaise de la gmina rurale de Kobyla Góra, située dans le powiat d'Ostrzeszów en voïvodie de Grande-Pologne. Elle se trouve à environ 12 kilomètres à l'ouest de la ville d’Ostrzeszów et 130 km au sud-est de Poznań, la capitale régionale. 

## Géographie

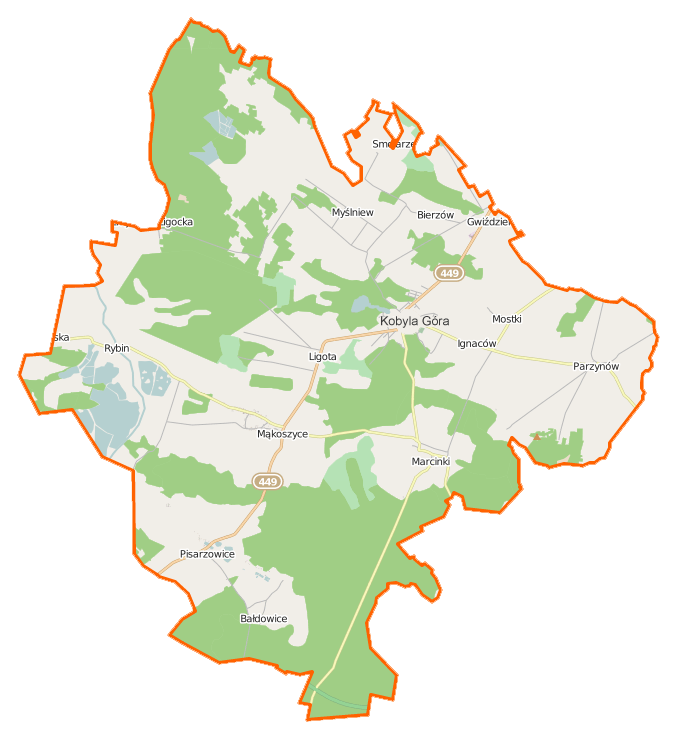
Carte de la gmina de Kobyla Góra.